# Cobra Kuhn
Die Cobra Kuhn – Carl Kuhn Nachf. GmbH & Co. KG war ein deutscher Hersteller von Automobilen.

## Unternehmensgeschichte
Das Unternehmen aus Krefeld begann 1985 mit der Produktion von Automobilen. Der Markenname lautete Kuhn. 1989 endete die Produktion. Ab 1987 wurde auch die Phoenix-Cobra der Classic Motors Design GmbH vertrieben.

## Fahrzeuge
Das Unternehmen stellte Nachbildungen des AC Cobra her. Auf ein Stahlrohrchassis wurde eine Karosserie aus Kunststoff montiert. Für den Antrieb sorgte ein V8-Motor vom Ford Mustang. Zur Wahl standen Motoren mit 4900 cm³ und 5700 cm³ Hubraum. Der Neupreis betrug je nach Motorisierung 89.000 DM bzw. 108.000 DM.